# Joel Breman
Joel Breman (Chicago, 1 de diciembre de 1936-Chevy Chase, 6 de abril de 2024)fue un epidemiólogo estadounidense que trabajó para los Centros para el Control y Prevención de Enfermedades (CDC), la Organización Mundial de la Salud (OMS) y llegó a ser presidente de la Sociedad Estadounidense de Medicina e Higiene Tropical. Lideró los esfuerzos para controlar el botulismo, el ébola, la malaria, la viruela y las enfermedades infecciosas emergentes.

## Primeros años de vida y educación
Joel Gordon Breman nació el 1 de diciembre de 1936 en Chicago, pero creció en Los Ángeles. Asistió a la Universidad de California en Los Ángeles, donde fue miembro del equipo universitario. Después de graduarse a finales de la década de 1950, se convirtió en oficial de artillería, antes de asistir a la Escuela de Medicina de la Universidad del Sur de California (USC), donde se graduó en 1965. Completó una residencia en medicina interna en el Centro Médico USC del Condado de Los Ángeles, seguida de una beca en enfermedades infecciosas en elHospital de Boston, la última de las cuales fue apoyada por un premio de desarrollo profesional de los Centros para el Control y Prevención de Enfermedades (CDC). Posteriormente obtuvo un diploma en salud pública de la Escuela de Higiene y Medicina Tropical de Londres.

## Carrera
Después de graduarse, Breman trabajó por primera vez para los CDC en Míchigan, donde dirigió la respuesta al peor brote de botulismo del país en ese momento. Posteriormente lo trasladaron a Guinea para apoyar los esfuerzos de erradicación de la viruela. A principios de 1976, regresó a Míchigan para establecerse con su familia. Sin embargo, en octubre, los CDC le pidieron que investigara un brote viral en Zaire. Allí formó parte del equipo que descubrió el Ébola y respondió a la primera pandemia de Ébola en el país. El brote fue tan grave que los pilotos que los dejaron en la zona remota de la epidemia no esperaban verlo regresar con vida. El equipo concluyó que la enfermedad se transmitía por contacto cercano con fluidos corporales infectados y que un hospital rural que utilizaba agujas no esterilizadas había propagado la enfermedad. Trabajaba para la Organización Mundial de la Salud (OMS) en Ginebra en 1980, cuando la viruela fue declarada oficialmente erradicada. En la OMS también supervisó la investigación sobre la viruela símica.
En la década de 1980, Breman regresó a los CDC, donde fue jefe de actividades de epidemiología y control en la Sección de Malaria. Mientras estuvo allí, supervisó la investigación entre los CDC y 15 países de África sobre la malaria asociada al embarazo, los medicamentos antipalúdicos y los mosquiteros tratados con insecticida.
En 1993, Breman se convirtió en director asociado de la Oficina del Programa Nacional de Vacunas en Washington D. C.. En 1995, se unió al Centro Internacional Fogarty de los Institutos Nacionales de Salud, donde supervisó la formación de un programa de investigación sobre enfermedades infecciosas emergentes. Mientras estuvo en Washington D. C., Breman impartió clases en la Escuela de Salud Pública del Instituto Milken.
En 2020, fue presidente de la Sociedad Estadounidense de Medicina e Higiene Tropical y dirigió la organización durante el primer año de la pandemia de COVID-19.
El primer artículo académico de Breman se publicó en 1969; su artículo final se publicó en octubre de 2023. Hasta 2018, Breman había publicado más de 195 artículos científicos y capítulos de libros. También estaba trabajando en un libro de texto, The Principles and Practice of Disease Eradication, y en una memoria en 2023.

## Vida personal y muerte
Breman y su esposa, Vicki, tuvieron dos hijos. Él era judío.
Joel Breman murió de cáncer de riñón en Chevy Chase, Maryland, el 6 de abril de 2024, a los 87 años. Según sus deseos, tuvo un funeral que fue «más festivo que lúgubre». La procesión de su cuerpo fuera de la sinagoga contó con músicos que tocaban Amazing Grace con tuba, tambor, trompeta, clarinete y acordeón.